# 矢内正一
矢内 正一（やない まさいち、1900年2月1日 - 1984年3月26日）は、日本の教育者である。関西学院（新制）中学部の初代部長、関西学院理事長、および箕面自由学園園長を歴任した。

## 生涯
矢内正一は1900年2月1日、兵庫県佐用郡佐用町で誕生した。1924年3月に関西学院高等商業学部を卒業後、同年4月に関西学院高等部教諭に就任した。1932年4月には同学院高等商業学部教授に昇任している。
第二次世界大戦後の学制改革に伴い、1947年4月に関西学院新制中学部の初代部長に就任した。その後、1960年6月に関西学院理事に就任し、1964年4月には教育分野での功績が認められ藍綬褒章を受章した。同年12月には西宮市教育委員会委員長に就任している。
1965年3月に関西学院中学部部長を定年退職し、同年4月には同学院名誉中学部長の称号を授与された。1968年4月からは箕面自由学園の要職を兼務し、高等学校・中学校・小学校の校長および幼稚園園長を務めた。1969年7月には関西学院理事長に就任し、学校法人運営の中心を担うこととなる。この間、1971年4月には神戸女学院理事、1976年6月には聖和女子大学理事にも就任するなど、他大学の運営にも関与した。
1975年11月には西宮市市民文化賞を受賞している。1980年3月に箕面自由学園高等学校・中学校校長および幼稚園園長を退任し、同年4月には同学園園長に就任した。同年4月にはこれまでの功績に対し勲三等瑞宝章が授与された。1982年3月に箕面自由学園小学校校長を退任し、1984年3月26日に84歳で永眠した。

## 著作
- 『一隅の教育』（創文社、1965年）
- 『人間の幸福と人間の教育』（創文社、1985年）

## 関連人物
矢内正一は教育界および財界の著名人と交流があった。以下にその一部を挙げる。
- 日野原重明（聖路加国際病院理事長）
- 宮内義彦（オリックス株式会社会長）
- 尾崎八郎（啓明学院中学校・高等学校理事長・院長）
- 杉原左右一（関西学院大学学長）
- 平松一夫（元関西学院大学学長、世界会計学会会長）
- 村井勝（元コンパック会長）